# Pulau Nyata
Pulau Nyata är en ö i Indonesien.   Den ligger i provinsen Moluckerna, i den östra delen av landet, 2 300 km öster om huvudstaden Jakarta. Arean är 4,4 kvadratkilometer.
Terrängen på Pulau Nyata är lite kuperad. Öns högsta punkt är 279 meter över havet. Den sträcker sig 2,2 kilometer i nord-sydlig riktning, och 2,8 kilometer i öst-västlig riktning.